# 棘翅天牛属
棘翅天牛属（学名：Aethalodes）是天牛科下的一个属。

## 下属物种
本属包括以下物种：
- 黑棘翅天牛 Aethalodes verrucosus Gahan, 1888
  - 台湾黑棘翅天牛 Aethalodes verrucosus formosanus Kriesche, 1924